# ایوانگورود
شهر ایوانگورود (به روسی: Ивангород) در کشور روسیه و در اوبلاست لنینگراد واقع شده‌است.